# Sacrificios humanos en la antigua península ibérica

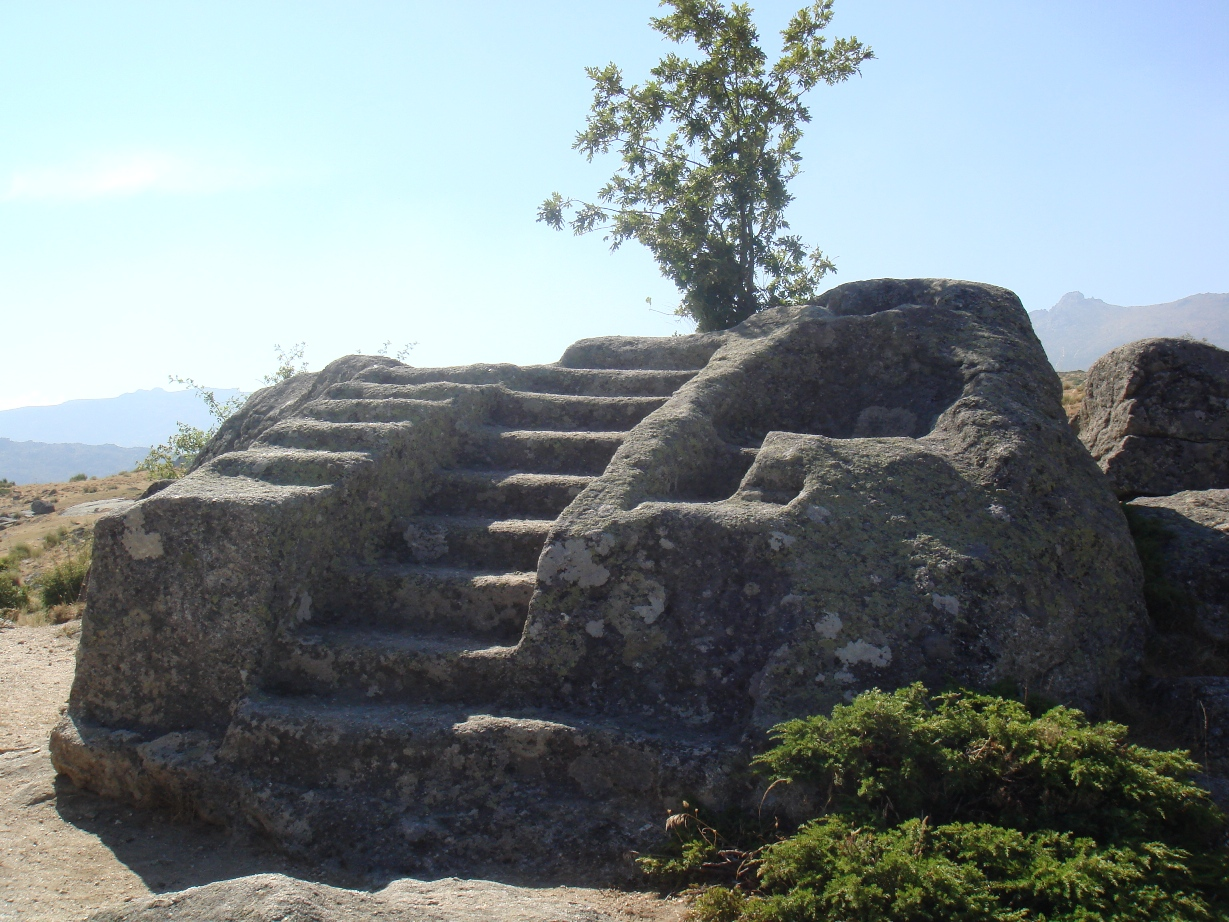
Altar de sacrificios vetón. Castro de Ulaca, Ávila.

El sacrificio humano en la antigua península ibérica prerromana se encuentra reflejado en fuentes grecolatinas, que lo ubican entre los antiguos lusitanos y otros pueblos celtas del norte de la península. Su mención más prolífica proviene de la obra del cronista griego Estrabón, en la que se da a estas ceremonias una finalidad adivinatoria. Autores modernos han visto también en este testimonio indicios de una posible clase sacerdotal entre los mencionados pueblos, similar pero diferenciada de los druidas galos y britanos.

## Prácticas
Estrabón habla de un contexto de prácticas religiosas cruentas, realizadas por un oficiante al que llama «hieróscopo» (del griego ἱερόσκοποσ, 'el que observa lo sagrado') y centradas alrededor de un sacrificio humano por evisceración utilizado para extraer auspicios del cuerpo de un prisionero de guerra. Estos rituales los enmarca no sólo en la cultura propia de los lusitanos, sino también la de otros pueblos del norte peninsular, así como los vetones, a los que Plutarco también atribuye sacrificios de hombres.

Los lusitanos hacen sacrificios y examinan las entrañas sin separarlas del cuerpo; observan así mismo las venas del pecho y adivinan palpando. También auscultan las vísceras de los prisioneros, cubriéndolas con sagos; cuando el hieróscopo golpea la víctima debajo de los órganos vitales, predicen en primer lugar de acuerdo con la forma como cae el cuerpo. Cortan a los prisioneros la mano derecha y ofrécenla a sus dioses.
Estrabón, Geografía, III 3.6

Junto a estas prácticas se enmarca el sacrificio animal tradicional, hallándose tanto éste como el humano dirigidos al dios de los caballos Ares, al que los hispanos venerarían especialmente. Este nombre no es sino una asimilación interpretativa (interpretatio graeca) de una deidad de la guerra indígena, identificada por historiadores como la dueña de distintos teónimos hispanos: Neto, Cosus, Borus, Tarbucellus, Cariocecus, Sagatus y Tilennus, entre otros.

Sacrifican a Ares un chivo, prisioneros de guerra y caballos. También hacen hecatombes al modo helénico, como dice Píndaro: sacrifican un ciento de todas las especies.
Estrabón, Geografía, III 3, 6-7

Una conjunción de ambas clases sacrificiales, consistente en la inmolación de un hombre y un caballo, era utilizadas para sellar pactos, o bien como preparativo antes de emprender acciones bélicas, como contó Servio Sulpicio Galba ante el senado romano. En el funeral de Viriato se describen múltiples sacrificios, que para algunos historiadores serían también inmolaciones humanas. Así mismo, entre los adivinos y magos expulsados por Escipión Emiliano de su campamento en el asedio de Numancia podrían haberse hallado indígenas.

## Fuentes y arqueología

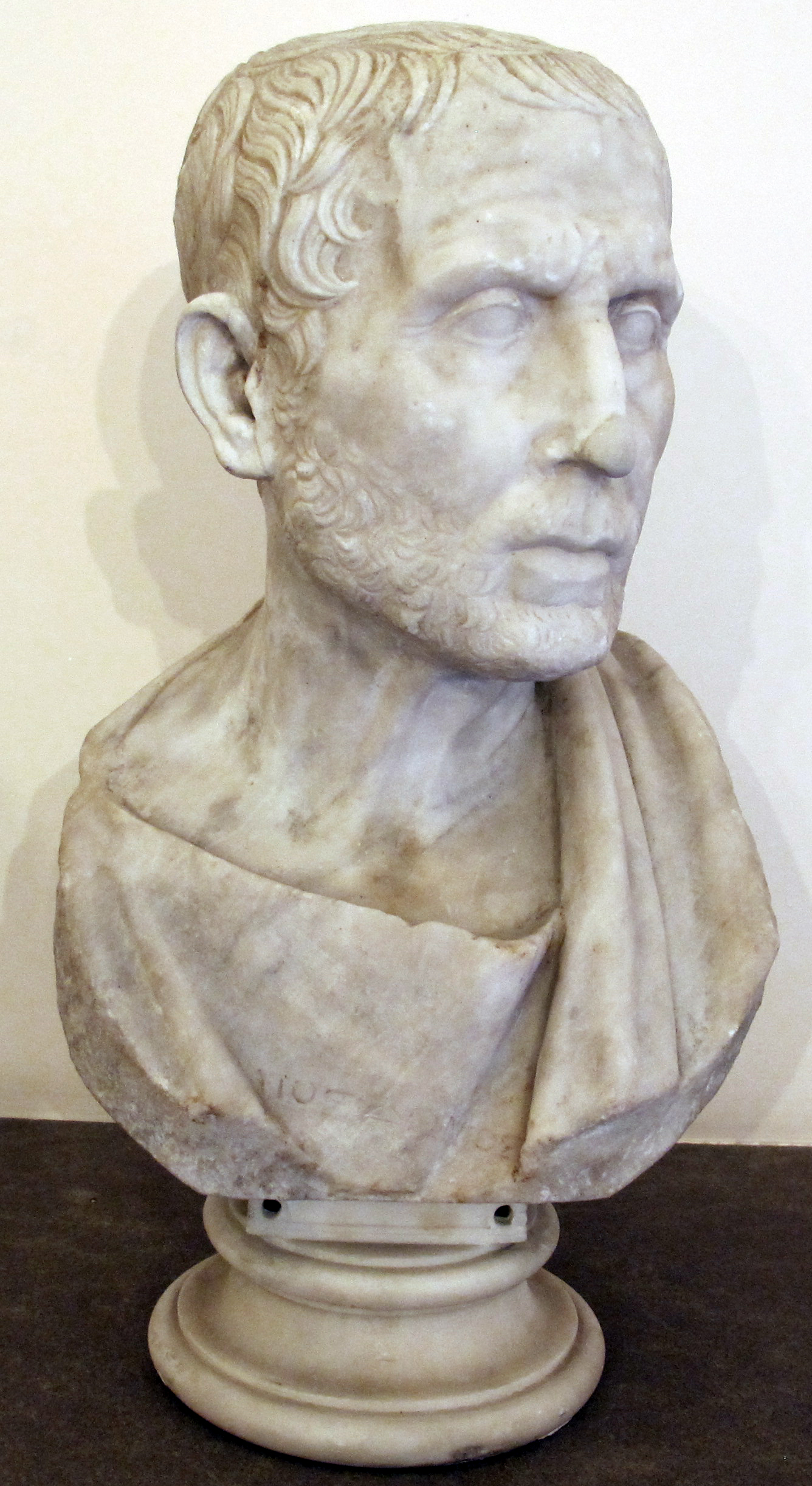
Busto de Posidonio. Museo Arqueológico de Nápoles.

## Hieróscopos

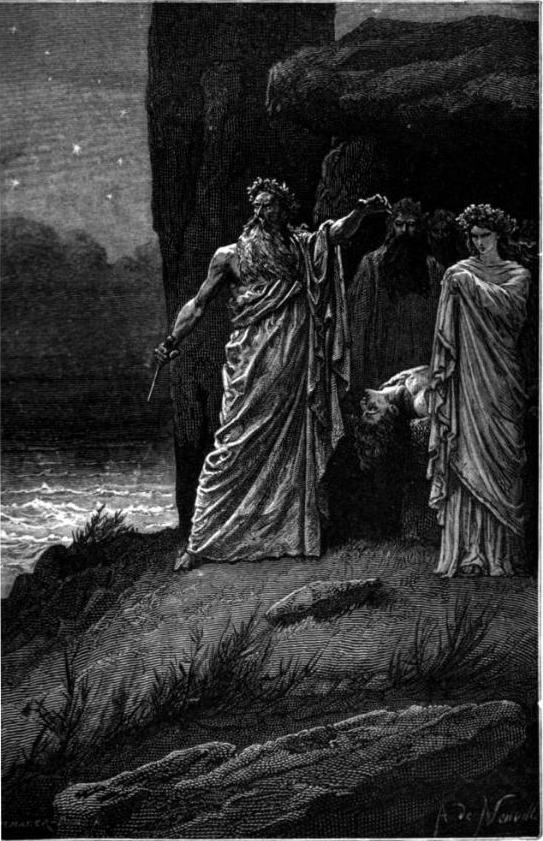
Druidas. Ilustración de Neuville, 1883.